# Równanie Pfaffa
Równanie Pfaffa – typ równania różniczkowego cząstkowego o {\displaystyle 2n+1} zmiennych, rozważanego w geometrii różniczkowej. Nazwa pochodzi od nazwiska niemieckiego matematyka, Johanna Pfaffa.

## Równanie Pfaffa
Niech {\displaystyle D} będzie niepustym, otwartym podzbiorem {\displaystyle \mathbb {R} ^{2n+1}} oraz {\displaystyle f\colon D\to \mathbb {R} } będzie funkcją trzykrotnie różniczkowalną w całym zbiorze {\displaystyle D.} Rozwiązaniem (albo powierzchnią całkową równania) w zbiorze {\displaystyle U\subset \mathbb {R} ^{n}} równania
{\displaystyle f\left(x_{1},\dots ,x_{n},z,{\frac {\partial z}{\partial x_{1}}},\dots ,{\frac {\partial z}{\partial x_{n}}}\right)=0}
nazywa się każdą taką funkcję {\displaystyle U\ni x\mapsto \zeta (x),} że
{\displaystyle f\left(x,\zeta (x),{\frac {\partial \zeta }{\partial x_{1}}},\dots ,{\frac {\partial \zeta }{\partial x_{n}}}\right)\equiv 0} dla {\displaystyle x\in U.}
Równaniem Pfaffa w przestrzeni {\displaystyle \mathbb {R} ^{2n+1}} zmiennych {\displaystyle x_{1},\dots ,x_{n},z,p_{1},\dots ,p_{n},} nazywa się równanie różniczkowe cząstkowe
{\displaystyle dz-\sum _{i=1}^{n}p_{i}dx_{i}=0.}
Rozwiązania równania Pfaffa można interpretować jako {\displaystyle n}-wymiarowe powierzchnie w {\displaystyle \mathbb {R} ^{2n+1},} spełniające warunek
{\displaystyle f(x,z,p)=0,}
przy czym {\displaystyle x=(x_{1},\dots ,x_{n}),\,p=(p_{1},\dots ,p_{n}).}